# Antón García Abril
Antón García Abril (Teruel, 19 de maio de 1933 – 17 de março de 2021) foi um compositor e músico espanhol.
Ele compôs obras orquestrais, música de câmara e obras vocais para filmes e séries de televisão como O Homem e a Terra, Fortunata e Jacinta, Anéis de ouro, segundo ensinamento, Brigada Central, Ramon y Cajal entre outros.
Em 1966, ele executou a trilha sonora do filme Texas, Adios, um spaghetti western estrelado por Franco Nero também, em 1969, trabalhou com o cineasta Rafael Romero Madrid Marchent na trilha sonora do filme "mãos desajeitadas" outro western spaghetti.
Seu trabalho concerto, tradição eminentemente sinfônica pretende continuar o progresso de vanguarda espanhol nacionalista do momento. No entanto, nos últimos anos a música de Garcia Abril parece tender mais para o classicismo, e não ao avant-garde. É considerado um fã de melodia, que às vezes é decorada com frequentes mudanças de ritmo e orquestração muitas vezes explosivo.
Morreu em 17 de março de 2021, aos 87 anos de idade.

## Obras mais conhecidas
- Trilha sonora da série da TVE Fortunata y Jacinta (1980)
- Concerto Mudéjar para violão e orquestra Mov.2 Andante

## Honrarias
- Grande Cruz dos Cavaleiros da Ordem Civil de Alfonso X, o sábio.[3]